# Carme García Suárez
Carme García Suárez (Badajoz, 27 de marzo de 1957) es una política española. Fue diputada en la VIII Legislatura (2004 – 2008) elegida por la circunscripción de Barcelona en la lista de Iniciativa per Catalunya Verds-Esquerra Unida i Alternativa. Ha sido concejala por Iniciativa per Catalunya Verts y portavoz en el Ayuntamiento de Sabadell de 2007 a junio de 2014, momento en el que deja su acta electoral y se reincorpora a su puesto de funcionaria municipal de Servicios Sociales.

## Biografía
Es diplomada en Trabajo Social y  Máster de Mediación y Resolución de Conflictos y funcionaria del departamento de Servicios Sociales del Ayuntamiento de Sabadell. Durante cinco años dirigió el departamento de Igualdad en este municipio. Dejó temporalmente su puesto cuando fue elegida diputada en 2004. Se reincorpora tras su dimisión como concejala del Ayuntamiento de Sabadell en junio de 2014.

### Trayectoria Política
Militante del PSUC desde 1975 y posteriormente de Iniciativa per Catalunya.
Elegida diputada en las elecciones generales de 2004 por la circunscripción de Barcelona por la coalición Iniciativa per Catalunya Verds-Esquerra Unida i Alternativa.
De mayo de 2004 a enero de 2008 asume la portavocía de la Comisión Mixta de los Derechos de la Mujer y de Igualdad Oportunidades. Entre otras ponencias participa en la de la Ley Integral contra la violencia de género aprobada en 2004 por la que en septiembre de 2006 recibe el premio del Observatorio contra la Violencia Doméstica y de Género del Consejo General del Poder Judicial junto con las diputadas que fueron portavoces de sus grupos parlamentarios durante su tramitación Mariví Monteserín (PSOE), Susana Camarero (PP), Mercè Pigem (CiU), Rosa Bonás (ERC), Margarita Uria (EAJ-PNV) y Uxue Barkos (Grupo mixto).
Fue también Ponente de la Ponencia sobre la prostitución en España (2006-2007) y Ponente en la Ley de Dependencia por cuyo trabajo recibió el Premio Nacional del Trabajo Social 2011 junto a las diputadas Lucila Corral y Esperança Esteve y la exdiputada María José Sánchez Rubio.
De 1995 a 1999 forma parte de la corporación municipal de San Quirico de Tarrasa como Teniente de Alcalde y Concejala. En las elecciones municipales de 2007 encabeza la lista por Sabadell por Esquerra Unida I Alternativa + Iniciativa per Catalunya (EUA+ICV-EPM) y es elegida concejala. Renueva su acta en las elecciones municipales de 2011. En este periodo es portavoz en el Ayuntamiento primero de ICV-EUiA (2007 a 2011) y desde 2011 solo de ICV. Ha sido Diputada de Educación de la Diputación de Barcelona.
En marzo de 2014 anuncia que dejará su acta de concejala y se reincorporará a su plaza en el departamento de Servicios Sociales del Ayuntamiento. Asegura que es una decisión personal que espera sirva de revulsivo a la izquierda local. Su dimisión se hace efectiva en junio de 2014. Le sustituye Aureli Calvo.